# Daniel Amokachi
Daniel Amokachi (Kaduna, 30 dicembre 1972) è un allenatore di calcio ed ex calciatore nigeriano, di ruolo attaccante.

## Carriera

### Giocatore

#### Club
Iniziò la sua carriera nelle file del Ranchers Bees, squadra nigeriana della città di Kaduna. Venendo notato da vari club europei, nell'estate del 1990 fu acquistato dal Club Bruges, con cui tra il 1990 e il 1994 disputò 81 partite, mettendo a segno 35 reti; in particolare, il 25 novembre 1992 realizzò il primo gol in assoluto della fase a gironi dell'allora neonata UEFA Champions League (già iniziata con due turni a eliminazione diretta) al 17º minuto della partita inaugurale del girone A tra Club Bruges e CSKA Mosca, terminata 1-0. Con la maglia dei Blauw en Zwart vinse un campionato belga, una Coppa del Belgio e 3 Supercoppe del Belgio.
Le brillanti prestazioni ai Mondiali del 1994 attirarono le attenzioni dell'Everton e del suo allenatore Mike Walker, venendo acquistato dal club inglese per 3 milioni di sterline. Con la maglia dei Toffees disputò due stagioni, impreziosite dalla vittoria della FA Cup 1994-1995 nella finale di Wembley contro il Manchester United; in precedenza, nella semifinale contro il Totthenham, disputò una delle migliori gare nei due anni di permanenza con l'Everton, scendendo in campo senza il consenso dell'allenatore Joe Royle per sostituire l'infortunato Paul Rideout e realizzando la decisiva doppietta che consentì alla squadra di qualificarsi per la finale.
Al termine del torneo olimpico di calcio del 1996 fu ceduto al Beşiktaş, dove restò per tre stagioni e con cui vinse una Coppa di Turchia nel 1998.
Un infortunio al ginocchio subito durante i Mondiali di calcio del 1998 ne condizionò il resto della carriera, cercando senza fortuna un ingaggio in Germania: dopo aver inizialmente firmato per il Monaco 1860, il contratto venne annullato in quanto il giocatore non superò le visite mediche. Per lo stesso motivo non andarono a buon fine gli accordi con i club inglesi del Tranmere Rovers e del Manchester City del suo ex allenatore Joe Royle.
Nell'aprile del 2001 firmò un contratto di un anno con i francesi del Créteil. Dopo aver lasciato la squadra francese, sempre per problemi legati ai suoi infortuni, nel febbraio 2002 firmò un contratto con i Colorado Rapids militanti nella Major League Soccer. Tuttavia, la sua avventura nel massimo campionato statunitense si concluse ben presto: infatti il contratto venne rescisso, senza che il giocatore avesse disputato alcuna partita, a causa della sua scarsa forma fisica.
Nel luglio 2002 venne ingaggiato dall'Emirates Club, ma causa delle sue condizioni mediche non riuscì a scendere nuovamente in campo. 
Dopo aver studiato da allenatore nei Paesi Bassi (ottenendo la relativa abilitazione) ed aver ricevuto offerte da due club (poi rivelatesi poco concrete), nel febbraio del 2005 decise di tornare in patria per giocare nelle file del Nassarawa United, di cui fu anche allenatore.

#### Nazionale
Nel 1990, dopo essere stato notato dall'allora commissario tecnico della nazionale nigeriana Clemens Westerhof, fu convocato per la Coppa d'Africa del 1990. A 18 anni fece parte della squadra che arrivò fino alla finale della competizione, persa contro l'Algeria.
Dopo essere stato convocato anche nella Coppa d'Africa del 1994, contribuendo alla vittoria finale nel torneo continentale, venne chiamato per disputare i Mondiali del 1994, in cui la nazionale nigeriana partecipò come esordiente alla fase finale di un campionato del mondo. Nel corso del torneo realizzò 2 reti, entrambe nella fase a gironi: una nella vittoria per 3-0 contro la Bulgaria e una nella vittoria per 2-0 contro la Grecia.
Nell'estate del 1996 figurò come fuori quota nella rosa della nazionale nigeriana che si aggiudicò l'oro nel torneo olimpico maschile di calcio ad Atlanta: dopo aver superato il Messico nei quarti, le Super Aquile sconfissero il Brasile per 4-3 dopo i supplementari in semifinale e l'Argentina per 3-2 in rimonta nella finale, in cui Amokachi segnò il gol del momentaneo 2-2.
Pur essendo stato convocato ai Mondiali del 1998, scese in campo soltanto 67 minuti nella partita contro la Bulgaria, in cui subì un grave infortunio al ginocchio.
Nella nazionale nigeriana Amokachi formò un tridente d'attacco al fianco di Rashidi Yekini e Emmanuel Amunike, collezionando in totale 44 presenze e 13 reti.

### Allenatore
Esordì come allenatore nel 2006 con il Nasarawa United, guidandolo al secondo posto in campionato.
Nell'agosto del 2007 venne chiamato a guidare l'Enyimba, all'epoca squadra campione in carica in Nigeria.
Nell'aprile del 2008 venne chiamato dalla Federazione calcistica della Nigeria a svolgere le funzioni di vice allenatore al fianco di Shaibu Amodu, venendo confermato nell'incarico anche quando, nel 2010, Amodu fu esonerato e sostituito da Lars Lagerbäck.
Nel gennaio del 2016 venne ingaggiato come allenatore della squadra finlandese del JS Hercules, per poi passare al ruolo di direttore tecnico nel maggio del 2017.
Il 4 febbraio 2020 venne nominato ambasciatore calcistico della Nigeria dall'allora Presidente Muhammadu Buhari.

## Vita privata
È sposato dal 1995 con una modella tunisina, Nadia, da cui ha avuto 3 figli: una coppia di gemelli, Nazim e Kalim (nati nel 1997), e una figlia, Raya (nata nel 2004). Nazim e Kalim hanno intrapreso la carriera calcistica sostenendo un provino iniziale nell'ottobre del 2009 con la squadra under 13 dell'Everton, per poi passare al JS Hercules (nel 2016), al Beşiktaş (nel dicembre 2016) e al Kwara United (nel 2021). A partire dal 2021 anche Raya ha intrapreso la carriera da calciatrice.

## Palmarès

### Club

#### Competizioni nazionali
- Campionato belga: 1

Club Bruges: 1991-1992
- Coppa del Belgio: 1

Club Bruges: 1990-1991
- Supercoppa del Belgio: 3

Club Bruges: 1991, 1992, 1994
- Coppa d'Inghilterra: 1

Everton: 1994-1995
- Charity Shield: 1

Everton: 1995
- Coppa di Turchia: 1

Beşiktaş: 1997-1998

### Nazionale
- Coppa d'Africa: 1

Tunisia 1994
- Oro olimpico: 1

Atlanta 1996